# Finland op het Eurovisiesongfestival 1976
Finland nam in 1976 deel aan het Eurovisiesongfestival in Den Haag, Nederland. Het was de 15de deelname van het land op het festival. Het land werd vertegenwoordigd door Fredi & Friends met het lied Pump pump.

## Selectieprocedure
De finale werd gehouden in de studio's van YLE in Helsinki en werd gepresenteerd door Matti Elo. 
In totaal deden er 9 liedjes mee aan deze finale. De winnaar werd gekozen door een professionele vakjury.
De uiteindelijke winnaar was Fredi & Friends met Pump pump. Ze behaalden een totaal van 380 punten, 27 punten meer dan de nummer twee.

#### Uitslag
| Plaats | Artiest                        | Lied                         | Punten |
| ------ | ------------------------------ | ---------------------------- | ------ |
| 1      | Fredi & Ystävät                | Pump pump                    | 380    |
| 2      | Anneli Saaristo & Dezsö Balogh | Mustalaiskaravaani           | 353    |
| 3      | Markku Aro                     | Ruska                        | 330    |
| 4      | Kirka                          | Neidonryöstö                 | 314    |
| 5      | Mikko Alatalo Band             | Myyty mies                   | 306    |
| 6      | Monica Aspelund                | Joiku                        | 289    |
| 7      | Jouko, Kosti & Paavo           | Can-can                      | 275    |
| 8      | Inga Thommessen                | Tillsammans med barn         | 191    |
| 9      | Paula Koivuniemi               | Posket hehkuu ja haitari soi | 182    |

## In Den Haag
Op het Eurovisiesongfestival zelf trad Finland als elfde van negentien deelnemers aan, na Griekenland en voor Spanje. Aan het einde van de puntentelling stond Finland op een 11de plaats, met 44 punten.

### Gekregen punten

#### Finale
| 12 punten | 10 punten   | 8 punten | 7 punten              | 6 punten                      |
| --------- | ----------- | -------- | --------------------- | ----------------------------- |
|           |             |          | - Monaco - Oostenrijk | - Duitsland - Israël - Spanje |
| 5 punten  | 4 punten    | 3 punten | 2 punten              | 1 punt                        |
| - Ierland | - Noorwegen |          | - Verenigd Koninkrijk | - Nederland                   |

### Punten gegeven door Finland

#### Finale
Punten gegeven in de finale:
| 12 punten | België              |
| 10 punten | Verenigd Koninkrijk |
| 8 punten  | Israël              |
| 7 punten  | Zwitserland         |
| 6 punten  | Italië              |
| 5 punten  | Oostenrijk          |
| 4 punten  | Griekenland         |
| 3 punten  | Frankrijk           |
| 2 punten  | Monaco              |
| 1 punt    | Portugal            |

1961 · 1962 · 1963 · 1964 · 1965 · 1966 · 1967 · 1968 · 1969 · 1970 · 1971 · 1972 · 1973 · 1974 · 1975 · 1976 · 1977 · 1978 · 1979 · 1980 · 1981 · 1982 · 1983 · 1984 · 1985 · 1986 · 1987 · 1988 · 1989 · 1990 · 1991 · 1992 · 1993 · 1994 · 1995 · 1996 · 1997 · 1998 · 1999 · 2000 · 2001 · 2002 · 2003 · 2004 · 2005 · 2006 · 2007 · 2008 · 2009 · 2010 · 2011 · 2012 · 2013 · 2014 · 2015 · 2016 · 2017 · 2018 · 2019 · 2020 · 2021 · 2022 · 2023 · 2024 · 2025
België · Duitsland · Finland · Frankrijk · Griekenland · Ierland · Israël · Italië · Joegoslavië · Luxemburg · Monaco · Nederland · Noorwegen · Oostenrijk · Portugal · Spanje · Verenigd Koninkrijk · Zwitserland